# Stéphane Bohn
Pour les articles homonymes, voir Bohn.
Pas d'image ? Cliquez ici

a Compétitions nationales et continentales officielles uniquement.

Stéphane Bohn (né le 16 août 1976) est un joueur français de rugby à XV évoluant au poste de troisième ligne.

## Biographie
Après une carrière dans les clubs de SU Agen, Auch, RC Aubenas et US Colomiers, il entame une carrière d'entraîneur avec le club de Muret, puis à Rieumes.

## Carrière

### Clubs successifs
- SU Agen
- RC Aubenas
- 2002-2010 : US Colomiers

## Palmarès
- Champion de Fédérale 1 : 2005 et 2008
- International universitaire
- International militaire